# Un sabor a miel
Un sabor a miel (en inglés A Taste of Honey) es una película británica, adaptación de la obra teatral homónima, dirigida por Tony Richardson, que también la había dirigido en el teatro, que se estrenó en 1961. Fue la misma autora de la obra, Shelagh Delaney, quien adaptó el guion con la colaboración del director.

## Argumento
Jo es una estudiante de 17 años con una madre dominante y alcohólica, Helen, de cuarenta años. Tras sufrir una caída al salir de la escuela, conoce a un marinero negro llamado Jimmy que la invita a su barco para curarle la raspadura en la rodilla. No tardan en comenzar un breve romance, pero Jimmy termina partiendo en su barco. Las relaciones entre Jo y su madre se tensan cuando la madre conoce a un hombre, Peter Smith, y se casa con él.
Jo se siente rechazada por su madre cuando comienza a trabajar en una zapatería y alquila su propio apartamento. Conoce a un chico gay, Geoffrey Ingham, que estudia diseño textil y lo invita a vivir con ella. Cuando Jo descubre que se ha quedado embarazada de Jimmy, Geoff la apoya e incluso le ofrece casarse con ella, diciéndole: «Necesitas que alguien te ame mientras buscas a alguien a quien amar»
Helen reaparece en escena al fracasar su relación con Peter, quien resulta ser un patán egoísta. Se traslada al piso de Jo, lo que causa fricciones entre Helen y Geoff. Geoff decide que no puede quedarse en el piso y se va, dejando a Helen al cuidado de Jo y con su bebé a punto de nacer. Helen escenifica el desprecio que siente por Geoffrey devolviéndole la cuna que éste le había regalado a Jo.

## Elenco
- Dora Bryan como Helen.
- Robert Stephens como Peter Smith.
- Rita Tushingham como Josephine ("Jo").
- Murray Melvin como Geoffrey Ingham.
- Paul Danquah como Jimmy.
- Michael Bilton como Landlord.
- Hazel y Stephen Blears como chicos de la calle.

## Premios
La película ganó cuatro premios BAFTA: premio al mejor guion, a la mejor película británica, Bryan ganó el premio a la mejor actriz y Tushingham fue nombrado actriz revelación. Tushingham y Melvin ganaron los premios a mejor actriz y actor respectivamente en el festival de Cannes de 1962. En los Golden Globe 1963 Tushingham volvió a ganar el premio a la actriz revelación y Richardson fue nominado para los Directors Guild of America 1963. Delaney y Richardson además ganaron el premio Writers' Guild of Great Britain.